# 天窗出版社
天窗出版社（英語：Enrich Culture）是香港的一間獨立出版社，於2004年成立，旗下分公司包括天行者出版和天窗文化（中國）。

## 歷史
天窗文化集團於2004年由李偉榮成立。李曾於約翰威立工作，因此參考了該出版社的經營模式。2005年3月，天窗出版社推出首本書籍，最初以出版旅遊書籍為主，並在創立後5年不斷擴展，成立了專門出版小說的天行者出版、專營內地出版的天窗文化（中國）以及專門出版專業英文書籍的Enrich Professional publishing等分公司，亦在新加坡和中國大陸成立了分部。天窗出版社亦開始出版政治書籍和人物傳記，例如陳雲的《香港城邦論》、區家麟的《傘聚》和陳易希的自傳《摘星少年陳易希》等。2022年，天窗出版社推出線上閱讀平台「金閱閣」，以按時收費的串流方式供讀者瀏覽書庫和閱讀電子書，亦為中小學提供適合學生使用的「金閱閣」校園版閱讀平台。

## 天行小說賞
天窗文化集團旗下的天行者出版自2017年起每年舉辦小說獎「天行小說賞」，並會出版優勝作品，以鼓勵本地創作和發掘有潛質的作者。該比賽已舉辦了五屆，曾邀請過陳浩基、喬靖夫、鄺俊宇、又曦等作家擔任評審。
2017年，一位網名為「珀」的作家曾在連登討論區指控第一屆天行小說賞的評審鄺俊宇的新作《最好的》抄襲了他的參賽作品，但隨後鄺和天行者出版均發文回應，並證實是誤會。

### 天行小說賞歷屆得獎作品
| 屆數／年份     | 得獎作品                                                               |
| -------------- | ---------------------------------------------------------------------- |
| 第一屆（2017） | 海笑《存酒人》 謝鑫《知節》                                            |
| 第二屆（2018） | 雨田明《蝶殺的連鎖》                                                   |
| 第三屆（2019） | 瀰霜《黃昏交會的A.M.與P.M.》                                           |
| 第四屆（2021） | 陳旭輝《深願奏鳴曲》 The Storyteller R《JM的無以名狀事件簿：可惡童話》 |
| 第五屆（2023） | 韓祺疇《虛風構雨》                                                     |